# Comuna de Gnojnik
Gnojnik (polaco: Gmina Gnojnik) é uma gminy (comuna) na Polónia, na Voivodia de Pequena Polónia e no condado de Brzeski (małopolski). A sede do condado é a cidade de Gnojnik.
De acordo com os censos de 2004, a comuna tem 7220 habitantes, com uma densidade 131,5 hab/km².

## Área
Estende-se por uma área de 54,89 km², incluindo:
- área agrícola: 74%
- área florestal: 19%

## Demografia
Dados de 30 de Junho 2004:
|                      | Total   | Total | Mulheres | Mulheres | Homens  | Homens |
| -------------------- | ------- | ----- | -------- | -------- | ------- | ------ |
|                      | pessoas | %     | pessoas  | %        | pessoas | %      |
| População            | 7220    | 100   | 3640     | 50,4     | 3580    | 49,6   |
| Densidade (pop./km²) | 131,5   | 100   | 66,3     | 66,3     | 65,2    | 65,2   |

De acordo com dados de 2002, o rendimento médio per capita ascendia a 1369,04 zł.

## Subdivisões
- Biesiadki, Gnojnik, Gosprzydowa, Lewniowa, Uszew, Zawada Uszewska, Żerków.

## Comunas vizinhas
- Brzesko, Czchów, Dębno, Lipnica Murowana, Nowy Wiśnicz